# 独立記念日 (ベラルーシ)
ベラルーシ共和国の独立記念日（ベラルーシ語: Дзень Незалежнасці Рэспублікі Беларусь、ロシア語: День Независимости Республики Беларусь）（共和国の日）とは、ベラルーシの祝日で、毎年7月3日に定められている。

## 歴史と論争

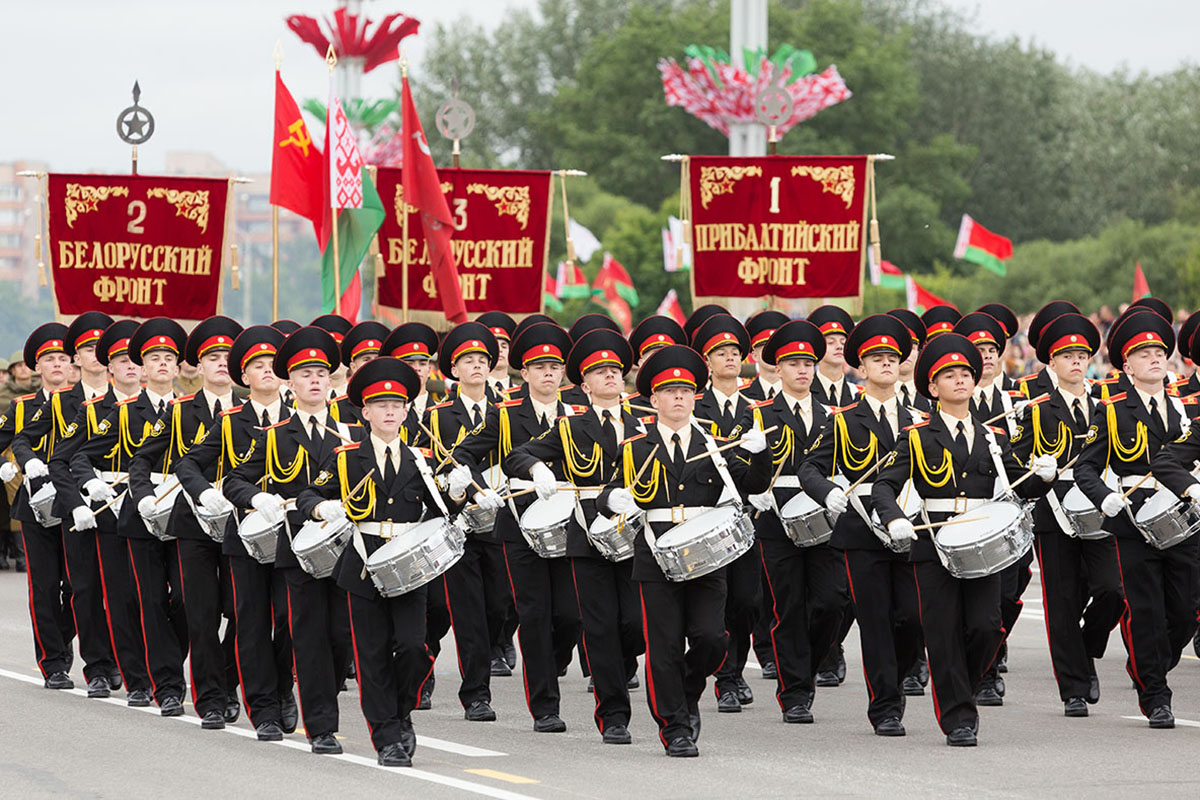
2017年の独立記念日での軍隊のパレード

第二次世界大戦時、1944年7月3日にバグラチオン作戦の中でベラルーシの首都ミンスクがドイツ国防軍の占領から解放された。1996年の物議をかもした国民投票の実施中に、ベラルーシ大統領アレクサンドル・ルカシェンコはナチス・ドイツからベラルーシが解放された日である7月3日を独立記念日とすることを提案した。
ベラルーシの独立記念日にふさわしい日について、議論が交わされている。
1996年の国民投票が行われる前は、ベラルーシの主権が宣言された7月27日が独立記念日とされていた。1990年7月27日にベラルーシ議会は主権の宣言を可決し、1991年8月25日、モスクワの8月の事件の後、白ロシア・ソビエト社会主義共和国は共和国の主権宣言に憲法上の地位を与えた。1991年12月10日にベラルーシ最高会議は正式にソビエト連邦の解体を宣言したベロヴェーシ合意を批准する。ソビエト連邦の解体とともに、1991年12月26日にベラルーシ共和国の独立が正式に受理された。
1920年代初頭から様々なベラルーシの政治団体とベラルーシ人の移民は、ベラルーシ人民共和国の独立宣言の記念日である3月25日を自由の日として祝っている。
野党の政治家には7月3日を独立記念日とすることを批判し、代わりの独立記念日に8月25日を提案する者もいる。

## 行事
独立記念日の主要な行事は荘厳なパレードである。公的な行事の後、祝日のパーティーが開かれる。国全体を挙げて祝典や祭りが催され、ミンスクでは夕方に花火が打ち上げられる。ホメリ（ゴメリ）ではベラルーシ人のアイデンテティを強調したコンサートとイベントが開かれる